# 상흡
상흡(常翕, ? ~ 28년)은 전한 말기 ~ 후한 초기의 제후로, 태원군 사람이다. 전한의 우장군 상혜의 증손이다.

## 생애
전한 하평 4년(기원전 25년), 아버지 상한의 뒤를 이어 장라후(長羅侯)에 봉해졌다.
후한 건무 4년(28년)에 죽었고, 후사가 없어 봉국이 폐지되었다.

## 출전
- 반고, 《한서》 권17 경무소선원성공신표

| 선대 아버지 장라애후 상한 | 전한 ~ 후한의 장라후 기원전 26년 ~ 기원후 28년 | 후대 (봉국 폐지) |